# Dactylanthera intermedia
Dactylanthera intermedia är en orkidéart som först beskrevs av Bernacki, och fick sitt nu gällande namn av Julian Mark Hugh Shaw. Dactylanthera intermedia ingår i släktet Dactylanthera, och familjen orkidéer. Inga underarter finns listade i Catalogue of Life.